# Liste des sigles de l'AAR débutant par Z
Cet article court présente un sujet plus développé dans : Sigle de l'AAR.

## Z
- ZCAX - Zinc Corporation of America
- ZCCX - Zeigler Coal Company
- ZIPX - Zip Transportation Company
- ZRNX - Zurn Industries (Erie City Energy Division)
- ZTLX - Ziol Tank Line
- ZTTX - Trailer Train Company